# Våg (Gildeskål)
Pour les articles homonymes, voir Våg.
Våg est une localité du comté de Nordland, en Norvège.

## Géographie
Administrativement, Våg est un village de l'île de Sandhornøya qui fait partie de la kommune de Gildeskål.